# Sin-kan
Sin-kan (čínsky pchin-jinem Xīngàn, znaky zjednodušené 新干, tradiční 新淦) je okres ležící na severovýchodě městské prefektury Ťi-an v centrální části provincie Ťiang-si Čínské lidové republiky. Rozloha okresu je 1245 km², roku 2010 měl 330 000 obyvatel.

## Historie
Okres Sin-kan byl založen roku 221 př. n. l., je tak jedním 18 starověkých okresů provincie Ťiang-si.
Roku 1957 byl název okresu změněn z Sin-kan (新淦, Xīngàn) na Sin-kan (新干, Xīngān).
Od roku 1989 je zkoumáno archeologické naleziště v Ta-jang-čou z doby kolem roku 1200 př. n. l., přiřazené wučchengské kultuře čínské doby bronzové.